# 巴斯克神話

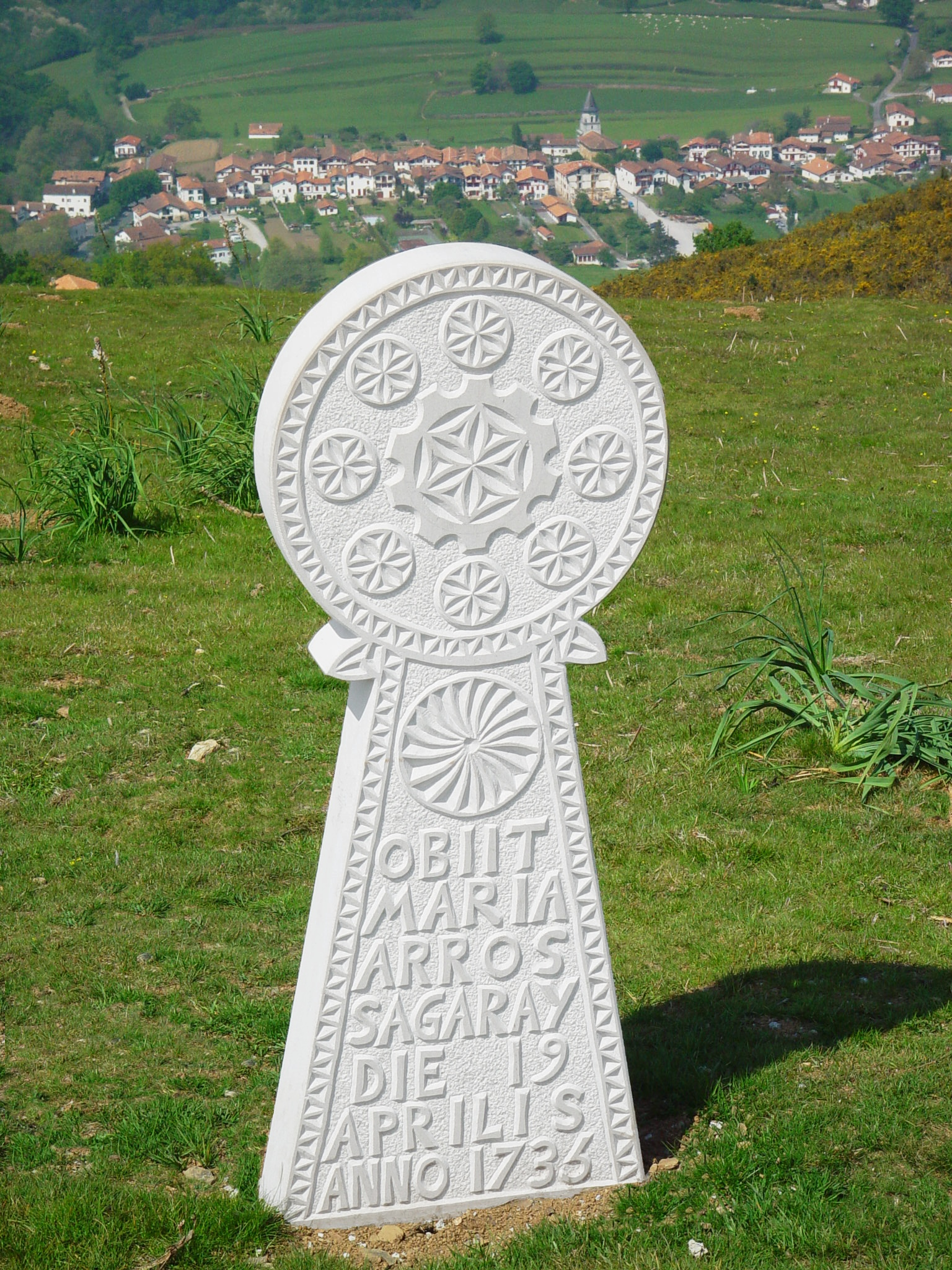
1736 年的巴斯克圓盤形墓碑（Hilarri）的複製品，帶有常見的符號。

巴斯克神話 （巴斯克語：Euskal mitologia）是巴斯克地區傳承的信仰、神話、傳說的統稱。包括許多基督教和古代信仰混合的跡象。在印歐語言的宗教和思想的到來之前，巴斯克古代宗教已有“舊歐洲”元素。由於先後受到羅馬文化以及基督教影響，很難從現今神話考訂古代巴斯克神話；但目前已發掘的部份明確顯示：古代巴斯克神話與普遍的印歐模式有相異之處。
在基督教於4-12世紀進入巴斯克地區後，古代巴斯克宗教嚴重衰退，並未完整保留；現代考證，可能淵源於舊石器時代。對於此一原始信仰體系的了解，主要源自於傳說和地名的研究，以及少部份對巴斯克地區古代儀式的歷史資料。古代巴斯克信仰的主要對象是女神瑪麗，司掌天氣，居住於山中洞穴的神靈，也是其他神靈的統治者。基於這些特性，祂被認為象徵大地，或著就是大地的擬人化。
此外，根據神話體系內其他神靈、生物和地點的特徵，古代巴斯克宗教被類比為一種克托尼俄斯宗教：大多數神靈和生物都生活在地上或地下，大地不但是一切生靈和凡人的家園，更是太陽與月亮的母親；而天空通常僅僅被視為神靈穿行的道路、顯現神力的舞台。